# Kaliszi Hedvig lengyel királyné
Kaliszi Hedvig (lengyelül: Jadwiga kaliska; 1266 körül – Ószandec, Lengyel Királyság, 1339. december 10.) a Piast-ház nagy-lengyel ágából származó lengyel hercegnő, Jámbor Boleszláv és Magyarországi Boldog Jolán leánya, aki Łokietek Ulászlóval kötött házassága révén lengyel fejedelemné 1306-tól, majd királyné 1320-tól hitvese 1333-as haláláig. Gyermekei között ott van a későbbi Nagy Kázmér lengyel király, valamint Erzsébet királyi hercegnő, aki Károly Róbert magyar király felesége lett.

## Származása
Hedvig hercegnő 1266 körül született a Piast-dinasztia nagy-lengyel ágának tagjaként. Apja a kaliszi herceg, Jámbor Boleszláv, aki Ulászló Odon poznańi herceg és Hedvig fia volt. Apai nagyapai dédszülei Odon poznańi herceg és Halicsi Vjacseszlava Jaroszlavna hercegné (Jaroszláv Vlagyimirovics fejedelem leánya), míg apai nagyanyai dédszülei nem ismertek, ugyanis nagyanyja, Hedvig származása vitatott, egyesek I. Mestwin pomerániai herceget, mások II. Ulászló cseh fejedelmet, megint mások az Andechsi-házat nevezik meg felmenőjének.
Édesanyja a magyar uralkodói dinasztiából, az Árpád-házból származó, boldoggá avatott Jolán magyar királyi hercegnő, IV. Béla magyar király és Mária Laszkarisz királyné leánya volt. Anyai nagyapai dédszülei II. András magyar király és Merániai Gertrúd királyné (IV. Bertold merániai herceg leánya), míg anyai nagyanyai dédszülei I. Theodórosz Laszkarisz nikaiai császár és Anna Angelosz császárné (III. Alexiosz Angelosz bizánci császár leánya) voltak. 
Hedvig hercegnő volt szülei három leánya közül a második. Idősebb testvére Erzsébet hercegnő, aki V Henrik legnicai herceg felesége lett, valamint ifjabb leánytestvére Anna hercegnő, aki apáca lett Gnieznóban.

## Házassága és gyermekei
Kaliszi Hedvig férje a Piaszt-dinasztia kujáviai ágból való, későbbi I. Ulászló lengyel király lett. Ulászló volt I. Kázmér kujáviai herceg és Eufrozina opolei hercegnő (I. Kázmér opolei herceg leányának) fia. Házasságukra 1293 körül került sor. Kapcsolatukból feltehetően hat gyermek született, melyek közül hárman érték meg a felnőttkort:
- Kunigunda hercegnő (1298 körül – 1331. április 9.), elsőként II. Bolko świdnicai herceg, majd I. Rudolf szász–wittenbergi herceg felesége
- István herceg (1299 körül – 1306 körül), feltehetően anyai nagybátyja, V. István magyar király tiszteletére nevezték el, fiatalon elhunyt
- Ulászló herceg (1305 körül – 1312 körül), apja után nevezték el, fivéréhez hasonlóan gyermekként hunyt el
- Erzsébet hercegnő (1305 körül – 1380. december 29.), Károly Róbert magyar király felesége lett
- Kázmér herceg (1310. április 30. – 1370. november 5.), apját követvén az utolsó Piast-házi lengyel király
- Hedvig hercegnő (1311 körül – 1328 körül), feltehetően Ottó osztrák herceg jegyese lehetett, ám házasságuk előtt elhunyt